# Артамонов, Иван Иванович
Ива́н Ива́нович Артамо́нов (13 ноября 1898, Ворша, Владимирская губерния — 6 февраля 1951, Москва) — советский военачальник, Генерал-майор (1944).

## Биография
Иван Иванович Артамонов родился 13 ноября 1898 года в селе Ворщи Владимирского уезда и губернии (ныне — Ворша в Собинском районе Владимирской области).

### Первая мировая и гражданская войны
С 1916 года служил в рядах в Русской императорской армии. Принимал участие в Первой мировой войне на Западном фронте в чине старшего унтер-офицера. В марте 1917 года был выбран на должность — секретаря солдатского комитета полка.
С июня 1918 года служил в рядах РККА.
В 1919 году закончил советские Тверские кавалерийские курсы комсостава.
В ходе Гражданской войны с февраля 1919 года на должностях командира взвода и эскадрона, а также временно исполняющего должность командира отдельного кавалерийского дивизиона в составе 26-й стрелковой дивизии (5-я армия, Восточный фронт) воевал против войск под командованием А. В. Колчака, принимал участие в ходе Бугурусланской, Уфимской и Челябинской операций. В мае 1919 года был ранен в бою под станцией Ключевской (Троицкий район).
В октябре 1919 года был назначен на должность командира эскадрона 4-го кавалерийского полка (Отдельная кавалерийская дивизия, 5-я армия). С декабря 1919 года служил в Троицком УР Восточного фронта в качестве временно исполняющего должность начальника команды связи 1-го кавалерийского полка, помощника командира и временно исполняющего должность командира этого полка и командира отдельного кавалерийского дивизиона этой же кавалерийской дивизии.

### Межвоенное время
С февраля 1921 года был в резерве штаба ПриурВО, был военным агентом и военным комиссаром Особой Приуральской комиссии по обеспечению армии конским составом. В июне 1921 года был назначен на должность командира эскадрона в 169-й стрелковой и 110-й отдельной стрелковой бригадах этого же округа, с августа временно исполнял должность командира отдельного кавалерийского полка 57-й стрелковой дивизии.
В августе 1922 года Артамонов был направлен на находившиеся в Петрограде ускоренные курсы командиров полков при Высшей кавалерийской школе Республики, по окончании которых был направлен в СКВО, где был назначен на должность командира 43-го кавалерийского полка отдельной кавалерийской бригады округа, а в апреле 1924 года — на должность командира 84-го кавалерийского полка (14-я Майкопская кавалерийская дивизия). С октября того же года временно исполнял должность командира 3-й бригады 10-й кавалерийской дивизии, вскоре в составе этой дивизии командовал 60-м и 55-м кавалерийскими полками.
В декабре 1926 года Иван Иванович Артамонов был уволен в запас, но в октябре 1930 года был призван в РККА. Был назначен на должность начальника специального управления «Союзсредмашина», и одновременно проходил учёбу на вечернем факультете Военной академии имени М. В. Фрунзе, который закончил в 1932 году.
В марте 1932 года был назначен на должность помощника начальника, а затем — на должность начальника сектора боевой подготовки Особого корпуса железнодорожных войск, а с июня 1936 года временно исполнял должность начальника штаба корпуса.
С августа 1936 по апрель 1938 года находился в командировке в Монгольской Народной Республике и после возвращения был назначен должность начальника 1-го отделения и помощника начальника отдела НКО по ремонтированию конского состава РККА.
С февраля 1939 года работал на должности преподавателя кафедры общей тактики, а с апреля 1941 года — на должности старшего преподавателя кафедры тактики конницы Военной академии имени М. В. Фрунзе.

### Великая Отечественная война
Начало Великой Отечественной войны И. И. Артамонов встретил в прежней должности, а вскоре был назначен на должность старшего тактического руководителя кафедры общей тактики академии.
В мае 1944 года был назначен на должность командира 319-й стрелковой дивизии (22-я армия, 2-й Прибалтийский фронт). С 28 мая по 25 октября 1944 года командовал 21-й гвардейской стрелковой дивизией, принимавшей участие в Полоцкой и Режицко-Двинской операциях. Вскоре дивизия участвовала в Рижской операции, в ходе которой наступала в составе главной ударной группировки 3-й ударной армии в направлении на город Мадона. За проявленное мужество и умелое руководство боевыми действиями частей дивизии Иван Иванович Артамонов был награждён на должность ордена Суворова 2 степени.
С 25 октября по 5 ноября 1944 года генерал-майор Артамонов временно исполнял должность командира 79-го стрелкового корпуса, принимавшего должность в Прибалтийской операции. В ноябре 1944 года был назначен на должность заместителя командующего 3-й ударной армией, находясь на которой участвовал в ходе блокировании группировки противника на Курляндском полуострове. В марте 1945 года во время Восточно-Померанской операции временно командовал 79-м стрелковым корпусом, который 1 марта прорвал оборону противника и перешёл в наступление, продвинувшись в течение 3 дней до 30 км. Наступление корпуса дало возможность в первый же день ввести в прорыв танковые соединения. За умелое управление частями корпуса Артамонов был награждён орденом Красного Знамени. С апреля 1945 года был заместителем командующего 3-й ударной армией, принимавшей участие в Берлинской наступательной операции.

### Послевоенная карьера
В ноябре 1945 года был назначен на должность начальника курса Военной академии им. М. В. Фрунзе.
В октябре 1949 года генерал-майор Иван Иванович Артамонов вышел в запас. Умер 6 февраля 1951 года в Москве.

## Награды
- Орден Ленина;
- Два ордена Красного Знамени;
- Орден Суворова 2 степени;
- Орден Кутузова 2 степени;
- Орден Красной Звезды;
- Медали[2].